# Загузьдзь
Загузьдзь (пол. Zagóźdź) — село в Польщі, у гміні Баранів Пулавського повіту Люблінського воєводства.
Населення — 175 осіб (2011).

## Демографія
Демографічна структура станом на 31 березня 2011 року:
|          | Загалом | Допрацездатний вік | Працездатний вік | Постпрацездатний вік |
| -------- | ------- | ------------------ | ---------------- | -------------------- |
| Чоловіки | 80      | 20                 | 53               | 7                    |
| Жінки    | 95      | 15                 | 53               | 27                   |
| Разом    | 175     | 35                 | 106              | 34                   |